# Androcentrisme

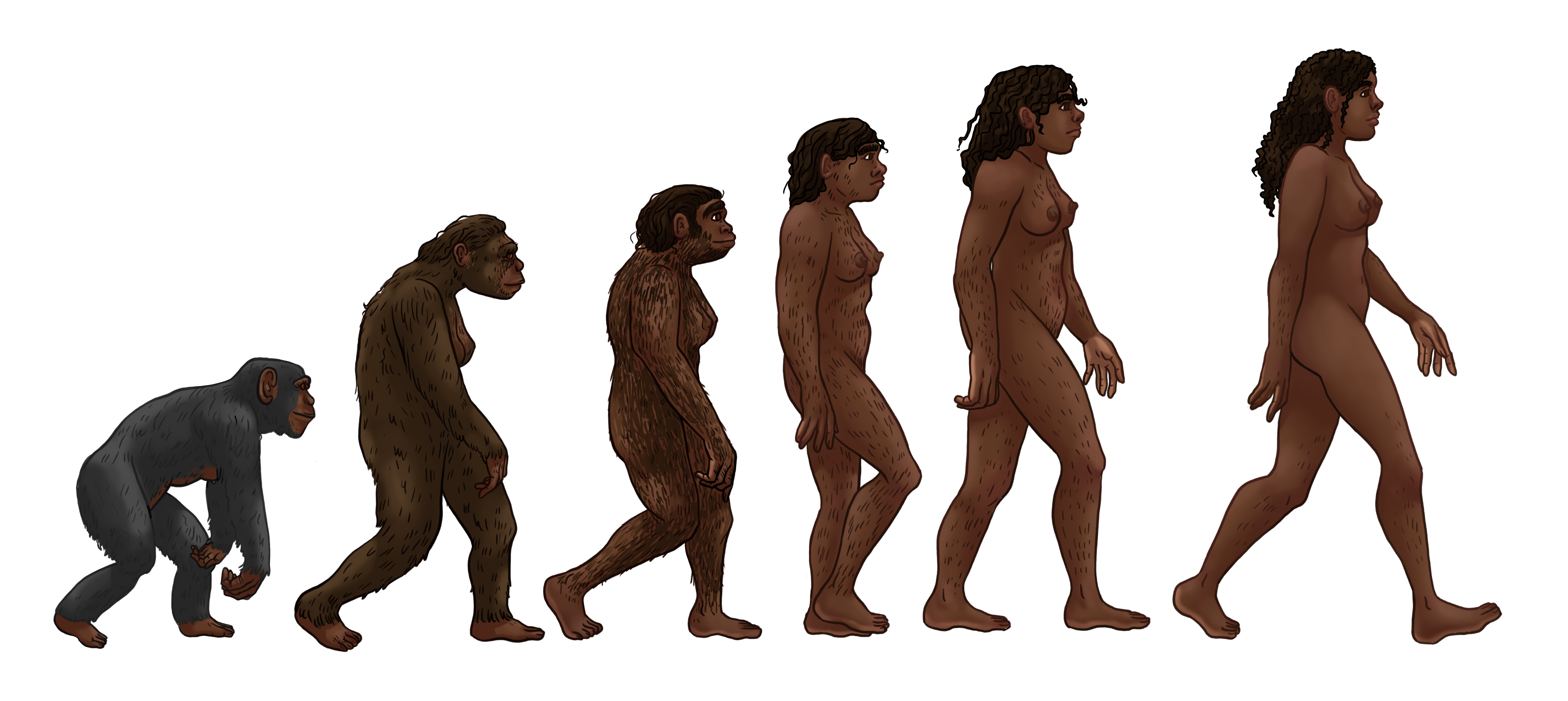
Représentation non scientifique de la Marche du Progrès remettant en cause l'androcentrisme latent, idéologie intégrée selon laquelle seul l'homme musclé et courageux protégeant la femme fragile et coquette, aurait évolué.

L’androcentrisme est un mode de pensée conscient ou non, consistant à envisager le monde uniquement ou en majeure partie du point de vue des êtres humains de sexe masculin.
Comme le gynocentrisme, il s'agit d'une forme anthropocentrique qui précise son focus spéciste par une prédilection masculiniste.

## Considérations lexicales
Le terme est issue de l'étymon grec andros/ἀνδρός, génitif de anêr/ἀνήρ homme, où selon le contexte il va désigner :
- un prince, chef, humain libre et valeureux ;
- un humain fort, dans la fleur de l’âge, par opposition aux jeunes encore faibles et aux vieux affaiblis ;
- le mâle d'un couple humain, l’homme, l’époux, le mari ;
- la créature humaine mâle, par opposition aux dieux.Cette étymon proviendrait du proto-grec *anḗr lui-même issu de l’indo-européen commun *h₂nḗr, fort, force, qui donne aussi ênoréê/ἠνορέη, virilité[3], le sabin Nero, Fort, Neria, Force divinisée, le sanskrit nara/नर, homme, l’albanais njeri, homme, le breton nerzh, force, le toponyme de Nertobriga, place forte, l’ethnonyme des Nor-mans, hommes forts[4].

Sur un plan synchronique il est apparenté :
- à l'adjectif androcentré : caractéristique des perceptions propres aux humains androtypés, par opposition aux femmes comme figure humaine gynotypée,
- et à l'adjectif androcentrique : qui se place du côté de l’homme, qui a pour référentiel la pensée masculine.

## Un concept transdisciplinaire
L'androcentrisme est mis en avant pour dénoncer une manière biaisée et inconsciente, qui pousse les analyses intellectuelles dans des schémas qui donnent une prépondérance disproportionnée aux rôles masculins et à leurs interactions ; ou, pour reprendre les mots de Séverine Rey,

« de voir et d'analyser, mettant en évidence principalement — voire exclusivement — les rôles des hommes, leurs expériences, leurs fonctions, les rapports qu'ils ont entre eux, etc. »

Le concept peut donc fournir un champ d'investigation transdisciplinaire dans les sciences humaines, comme l'anthropologie, l'étude des religions, la préhistoire et dans la pensée scientifique en général.
Il est notamment mis en avant en Europe par l'enseignement de l'universitaire Carmen García Colmenares.